# Steenberg Willem-Sophia
De Steenberg Willem-Sophia is een kunstmatige heuvel en voormalige steenberg in de Nederlandse gemeente Kerkrade. De heuvel was oorspronkelijk de steenstort van de kolenmijn Willem-Sophia.

## Geografie
De heuvel ligt in het zuidwesten van de gemeente en wordt in het noorden begrensd door de Parallelweg en de spoorlijn Schaesberg - Simpelveld, in het oosten door een bedrijventerrein, in het zuiden door de Hamstraat, de Buitenring Parkstad Limburg, de Crombacherbeek en de landsgrens met Duitsland en in het westen door de woonwijk Gracht. Ten noorden van de spoorlijn ligt Spekholzerheide en Heilust.
De steenberg ligt op het Plateau van Spekholzerheide.

## Geschiedenis
Vanaf 1899 begon men met de aanleg van de steenkolenmijn Willem-Sophia die hier de steenkolenlagen van het Zuid-Limburgs steenkoolbekken ging ontginnen. Met deze ontginning ontstond er onbruikbaar steenafval afkomstig uit de steengangen en de wasserij die men via een transportband en kipwagens naar de steenstort transporteerde. In 1912 begon men met de opwerping van de steenberg en in 1967 lag het hoogste punt op ongeveer 70 meter boven het maaiveld. Het storten gebeurde aanvankelijk ongeblust, waarbij met een percentage van ongeveer 30% steenkool, er op een gegeven moment brand was ontstaan. Dat daarbij de arbeiders op de stort rond 1920 open vuren gebruikten om zichzelf te verwarmen had ook gevolgen. Als gevolg van ontoereikende middelen lukte het men niet om de brand in de steenberg te blussen.
In 1967 begon men met de afgraving van van de rode mijnsteen die als gevolg van de brand ontstaan was. Deze gebrande mijnstenen worden als WISO-split verkocht voor de aanleg van wegen en fietspaden.
In 1970 werd de kolenmijn gesloten.
In 1974 had de heuvel een grondoppervlak van ongeveer tien hectare, was ongeveer 35 meter hoog en had een massa van 3,6 miljoen ton.